# Knoxville (Tennessee)
Knoxville ist eine City in und Verwaltungssitz von Knox County im US-Bundesstaat Tennessee. Das U.S. Census Bureau hat bei der Volkszählung 2020 eine Einwohnerzahl von 190.740 ermittelt.
Seit Dezember 2019 ist Indya Kincannon Bürgermeisterin der Stadt.
Die Stadt ist Sitz der University of Tennessee, Sitz des Bistums Knoxville sowie der Tennessee Valley Authority.

## Geographie

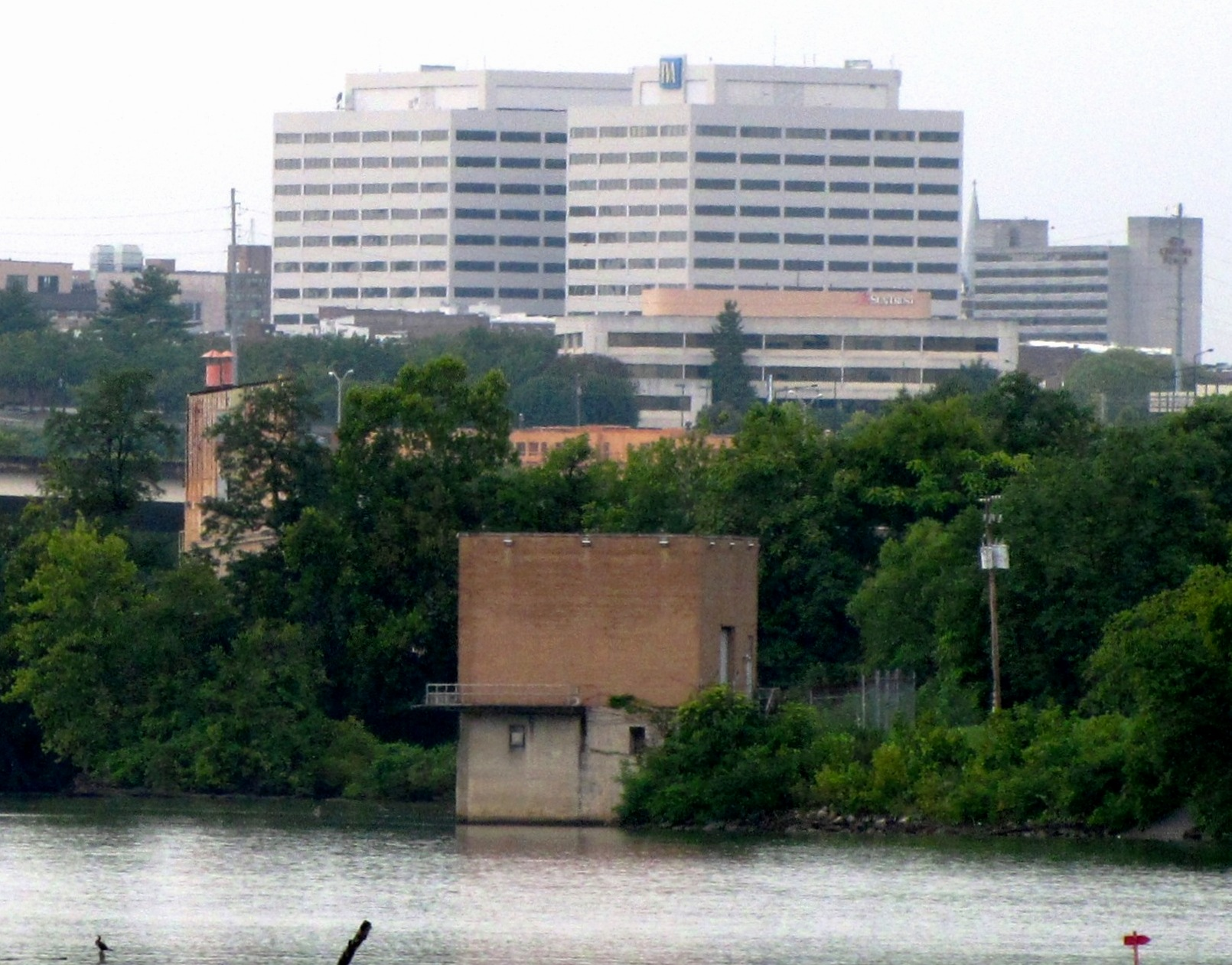
Sitz der Tennessee Valley Authority

Knoxville wird vom Tennessee River durchflossen. Dieser entsteht im Osten der Stadt durch den Zusammenfluss von French Broad River und Holston River.

## Einwohnerentwicklung
| Jahr | Einwohner¹ |
| ---- | ---------- |
| 1980 | 175.045    |
| 1990 | 165.121    |
| 2000 | 173.812    |
| 2010 | 178.764    |
| 2020 | 190.740    |

¹ 1980–2020: Volkszählungsergebnisse

## Geschichte
Knoxville wurde 1791 gegründet und nach dem Kriegsminister von George Washington, Henry Knox, benannt. Als 1796 der Staat Tennessee den USA beitrat, wurde Knoxville als dessen Hauptstadt bestimmt. 1815 wurde Murfreesboro die neue Hauptstadt des Bundesstaates. Dies blieb Murfreesboro bis 1826, als sie von Nashville in dieser Funktion abgelöst wurde.
Weltweite Berühmtheit erlangte Knoxville durch die Ausrichtung der Weltausstellung 1982. Von damals stammt eines der Wahrzeichen der Stadt, die Sonnenkugel (Sunsphere).

## Verkehr

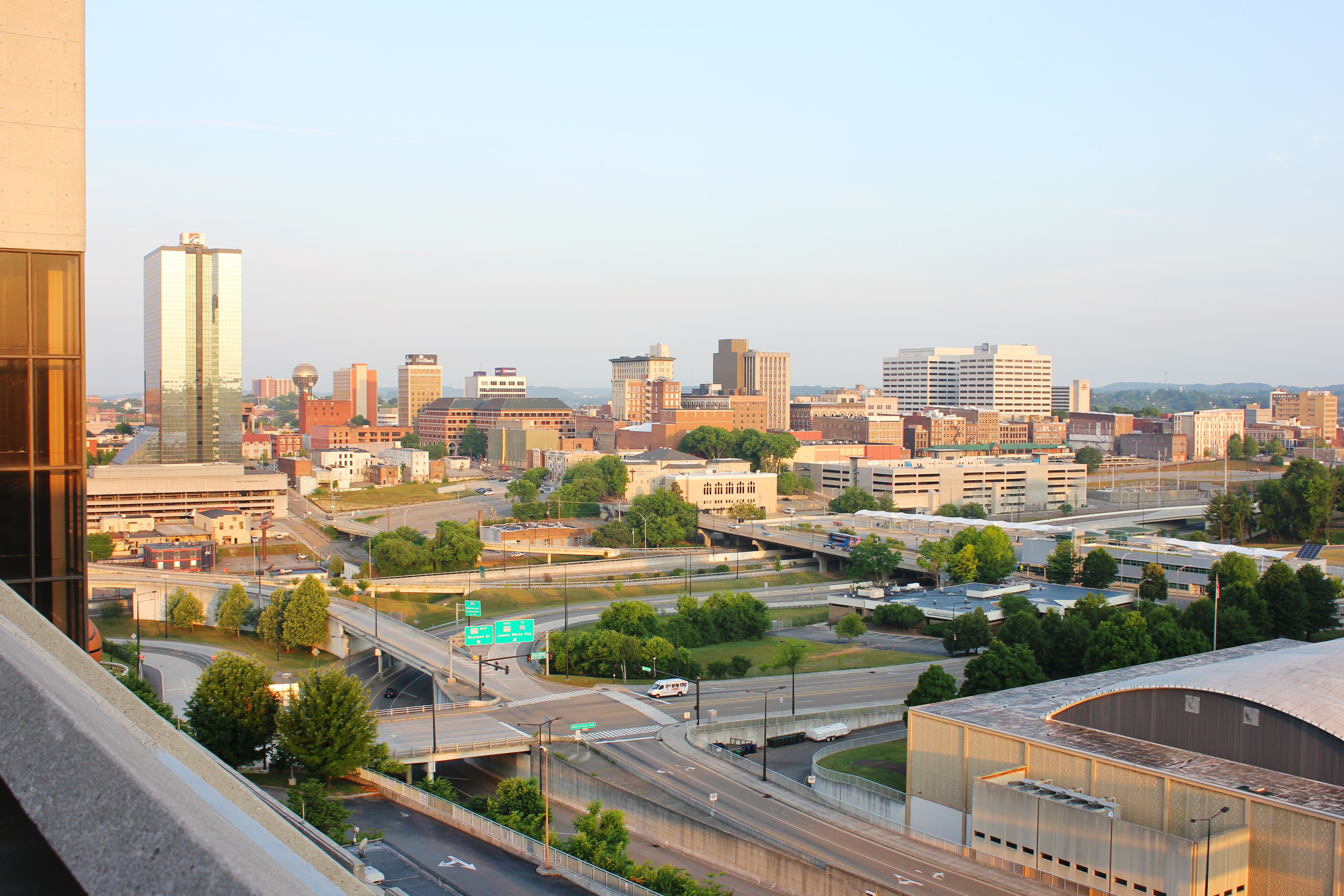
Verkehrsknoten am Stadtzentrum

Knoxville liegt direkt an den Autobahnen I-40 und I-75. Im Stadtgebiet befinden sich mehrere Verbindungsautobahnen, darunter die I-140, I-275 und I-640.
Direkt im Stadtgebiet befindet sich der Downtown Island Airport Knoxville genannte Flugplatz, südlich der Stadt der Verkehrsflughafen McGhee Tyson Airport.
Obwohl die Stadt an einem Eisenbahnknoten liegt, gibt es keinen Personenverkehr mehr.

## Musik
Während ihrer Schulzeit in Knoxville Anfang der 1950er Jahre lernten die Everly Brothers den Manager der RCA Victor kennen, wodurch ihre Karriere begann.
Die Deathcore-/Deathgrind-Band Whitechapel und die Alternative-Metal-Band 10 Years stammen aus Knoxville.
Der Text des Liedes Knoxville Girl der Country Band Louvin Brothers ist in der Stadt angesiedelt. Nach diesem Stück benannte sich später die New Yorker Blues-Punk-Band Knoxville Girls.

## Persönlichkeiten

### Söhne und Töchter der Stadt
- Harry McClintock (1882–1957), Komponist
- Lillian Randolph (1898–1980), Schauspielerin und Sängerin
- William Galbraith (1906–1994), Turner
- James Agee (1909–1955), Dichter, Journalist und Drehbuchautor
- Francis Raymond Shea (1913–1994), römisch-katholischer Bischof von Evansville
- Walter „Brownie“ McGhee (1915–1996), Bluesgitarrist und -sänger
- Stick McGhee (1917–1961), R&B- und Blues-Sänger und Gitarrist
- William Carter Burdett Jr. (1918–1995), Diplomat
- Jerome Courtland (1926–2012; eigentlich Courtland Jourolmon), Filmregisseur, Filmproduzent und Schauspieler
- Carl Butler (1927–1992), Countrysänger
- Polly Bergen (1930–2014; eigentlich Nellie Paulina Burgin), Schauspielerin und Sängerin
- Mary Costa (* 1930), Sängerin, Schauspielerin und Synchronsprecherin
- Holmes Semken (1935–2024), Wirbeltierpaläontologe
- William N. Eschmeyer (1939–2024), Ichthyologe und Taxonom
- David Mansfield Nicholas (1939–2020), Historiker
- Richard Trythall (1939–2022), Komponist und Pianist
- Victor Ashe (* 1945), Politiker und Diplomat
- Daniel T. Brown (* 1945), Stadtrat von Knoxville
- Linda Carlson (1945–2021), Film- und Fernsehschauspielerin
- D. D. Lewis (* 1945), American-Football-Spieler
- Karl Edward Wagner (1945–1994), Schriftsteller
- Ron Widby (1945–2020), American-Football-Spieler
- Armin Ganz (1948–1995), Filmarchitekt
- Morgan Stevens (1951–2022), Schauspieler
- Robert L. Cook (* 1952), Informatiker und Ingenieur
- Cleavant Derricks (* 1953), Schauspieler und Sänger
- David Keith (* 1954), Schauspieler
- Bill Haslam (* 1958), Politiker
- Randall Stout (1958–2014), Architekt
- James Vann Johnston (* 1959), römisch-katholischer Geistlicher, Bischof von Kansas City-Saint Joseph
- Bill Bates (* 1961), American-Football-Spieler
- Dale Dickey (* 1961), Schauspielerin
- Quentin Tarantino (* 1963), Regisseur, Schauspieler, Produzent und Drehbuchautor
- Doug Roth (* 1967), Basketballspieler
- Kenny Chesney (* 1968), Countrysänger
- Nick Raskulinecz (* um 1970), Musikproduzent
- Johnny Knoxville (* 1971), Schauspieler
- Chris Woodruff (* 1973), Tennisspieler
- Christina Hendricks (* 1975), Schauspielerin
- Dennis Hwang (* um 1978), US-amerikanisch-südkoreanischer Grafikdesigner
- Brent Smith (* 1978), Sänger der US-Rockband Shinedown
- Ryan Hardwick (* 1980), Autorennfahrer
- Randy Orton (* 1980), Wrestler
- Dustin Colquitt (* 1982), American-Football-Spieler
- Brad Renfro (1982–2008), Schauspieler
- Julia Stowers (* 1982), Schwimmerin
- Davis Tarwater (* 1984), Schwimmer
- Kevin O’Connell (* 1985), American-Football-Spieler und -Trainer
- Britton Colquitt (* 1986), American-Football-Spieler
- Ashley Monroe (* 1986), Countrysängerin und -liedschreiberin
- Bianca Belair (* 1989), Wrestlerin
- Jake Thomas (* 1990), Filmschauspieler
- Trevor Bayne (* 1991), Automobilrennfahrer
- Rhyne Williams (* 1991), Tennisspieler
- Kelsea Ballerini (* 1993), Country-Pop-Sängerin
- Adam Henley (* 1994), walisischer Fußballnationalspieler
- Rachel Thundat (* 1994), Schauspielerin
- Cole Strange (* 1998), American-Football-Spieler

### Persönlichkeiten mit Bezug zur Stadt
- William Blount (1749–1800), Politiker
- William Graham Swan (1821–1869), Jurist und Politiker; Bürgermeister von Knoxville
- Peter Staub (1827–1904), aus der Schweiz stammender Geschäftsmann und Politiker; Bürgermeister von Knoxville
- Samuel Jones (1880–1954), Hochspringer und Olympiasieger
- B. Ray Thompson (1906–1987), Unternehmer der Bergbau- und Montanindustrie
- John Duncan senior (1919–1988), Politiker; von 1959 bis 1965 Bürgermeister von Knoxville
- Pat Summitt (1952–2016), Basketballtrainerin
- John Tate (1955–1998), Schwergewichtsboxer
- Kane (* 1967), Wrestler und Bürgermeister von Knox County[3]
- Don Wise (1942–2024), US-amerikanischer Tenorsaxophonist, Klarinettist, Songwriter und Musikproduzent

## Städtepartnerschaften
- Neuquén, Argentinien
- Muroran, Japan
- Larisa, Griechenland
- Kaohsiung, Republik China (Taiwan)
- Chengdu, Volksrepublik China
- Chełm, Polen
- Yesan, Südkorea

## Klimatabelle
|                       | Jan   | Feb   | Mär   | Apr  | Mai   | Jun   | Jul   | Aug  | Sep  | Okt  | Nov  | Dez   |   |         |
| Mittl. Tagesmax. (°C) | 7,7   | 10,5  | 16,3  | 21,3 | 25,3  | 29,2  | 30,6  | 30,4 | 27,3 | 21,4 | 15,5 | 10,1  | ⌀ | 20,5    |
| Mittl. Tagesmin. (°C) | −3,3  | −1,6  | 2,6   | 7,0  | 11,7  | 16,6  | 18,9  | 18,5 | 15,0 | 7,8  | 3,1  | −1,1  | ⌀ | 8       |
|                       |       |       |       |      |       |       |       |      |      |      |      |       |   |         |
| Niederschlag (mm)     | 105,9 | 103,1 | 129,3 | 94,5 | 104,9 | 100,8 | 118,6 | 79,5 | 78,0 | 72,1 | 95,3 | 115,3 | Σ | 1.197,3 |
|                       |       |       |       |      |       |       |       |      |      |      |      |       |   |         |
| Regentage (d)         | 10,1  | 9,3   | 10,9  | 9,2  | 9,7   | 8,8   | 9,7   | 7,7  | 6,6  | 6,5  | 8,6  | 9,4   | Σ | 106,5   |

| −3,3 |

| −1,6 |

| 2,6 |

| 7,0 |

| 11,7 |

| 16,6 |

| 18,9 |

| 18,5 |

| 15,0 |

| 7,8 |

| 3,1 |

| −1,1 |

| −3,3 |

| −1,6 |

| 2,6 |

| 7,0 |

| 11,7 |

| 16,6 |

| 18,9 |

| 18,5 |

| 15,0 |

| 7,8 |

| 3,1 |

| −1,1 |

## Trivia
In der Folge „Die Reise nach Knoxville“ der Simpsons fährt Bart mit seinen Freunden nach Knoxville. Die Sunsphere wird zum Einsturz gebracht.